# Saladier

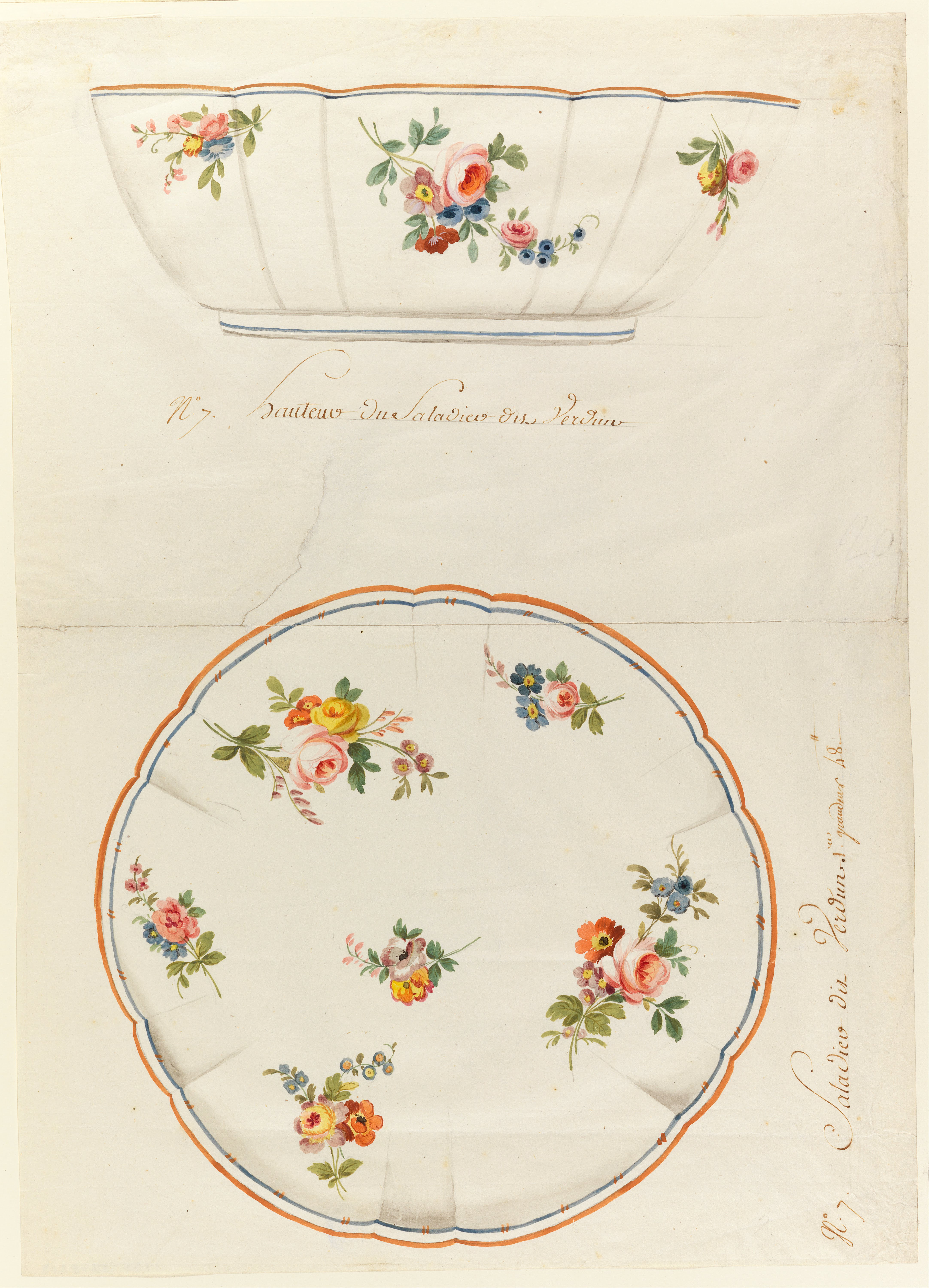
Saladier en porcelaine de Sèvres.

Un saladier est un récipient de grande taille utilisé pour servir la salade. On peut également l'utiliser, par exemple, pour battre des œufs en neige. Il peut être en terre cuite, faïence, cristal taillé ou, de nos jours, en verre ou en matières plastiques.

## Définition
Selon le site du dictionnaire Larousse, un saladier est un « plat creux dans lequel on présente et l'on assaisonne la salade ».
Le site du CNRTL, plus précis, définit le terme en ces mots : « récipient creux et large à hauts bords, sans anses, dans lequel on prépare et on sert la salade, où l'on dispose des mets des ingrédients... » précisant également que ce mot par métonymie désigne le contenu de ce type de récipient.

### Étymologie
Ce mot est issu du mot « salade » qui, lui même, provient de l'italien insalata, « mets salé » (participe passé du latin tardif salare, donnant les herba salata, « herbes potagères salées », plat typique dans la Rome antique) et qu'on retrouve dans le provençal, salada.

### Utilisation non culinaire

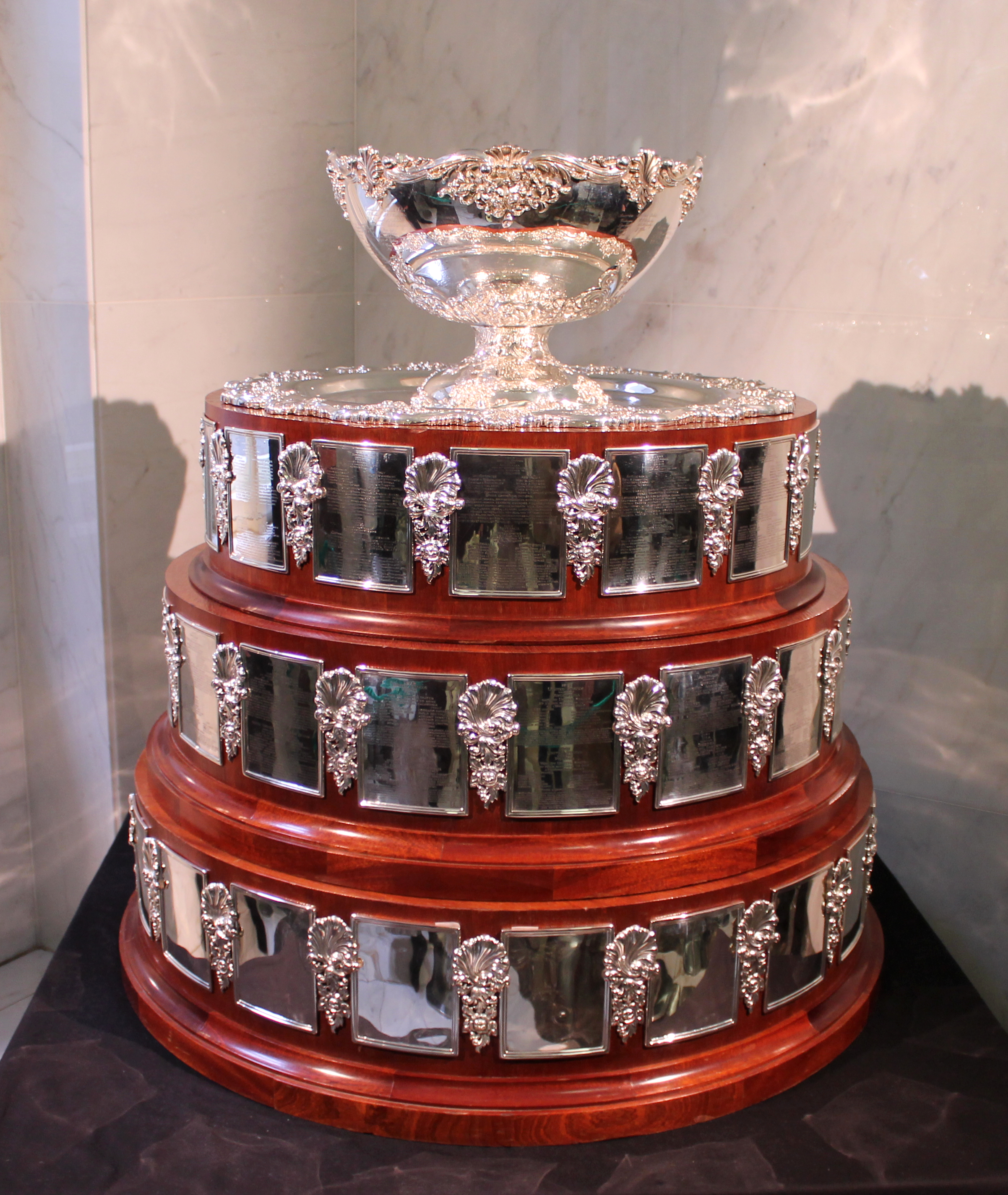
Le saladier d'argent de la Coupe Davis.

Le casque de tranchée, commandés par le sous-intendant militaire Louis Adrian durant la Première Guerre mondiale et qui porta son nom fut également dénommée sous le nom familier de « saladier » par les Poilus.
Le saladier d'argent (« Silver salad bowl » en anglais) est le nom du trophée de la compétition internationale de tennis connue sous le nom de Coupe Davis. Ce saladier fut conçu en 1900 par un orfèvre de Boston, dénommé Shreve Crump Low Co. À l'origine, il s'agit d'un vaste récipient fabriqué à partir de 6,75 kg d'argent massif et posé sur un simple plateau, lui aussi en argent. En 1932, le plateau est remplacé par un socle (haut d’une trentaine de centimètres) où sont fixées des plaques en argent. De nouveaux socles seront rajoutés ultérieurement.

## Historique
Le saladier en tant qu'objet de vaisselle, à l'instar des assiettes, des couverts, des verres, des bols et des autres instruments se rattachant à cet ensemble présente des origines très anciennes : des objets rudimentaires s'apparentant à des bols et des récipients ont été élaborés et utilisés depuis les temps préhistoriques, mais c'est l'apparition de la porcelaine, notamment en Europe qui fera entrer le saladier dans l'histoire de l'art, notamment au cours de la Renaissance et des XVIIe et XVIIIe siècles.
Au cours des deux siècles suivant, la production industrielle et l'expansion progressif du marché sont à l’origine d'une amélioration du niveau de vie et d'une baisse de la domesticité, d'où une recherche du fonctionnel par de la vaisselle industrielle uniforme, pouvant facilement être rangée et nettoyée. Il existe cependant de nombreux types de saladier, selon leurs formes, leurs dimensions et leurs matières, voire leurs usages.

## Types
Il existe, au XXIe siècle, différents types de saladiers qui peuvent être utilisés pour le service, mais aussi comme objets de décoration. Les matières les plus souvent utilisées pour sa fabrication sont la matière plastique (polymères), le bois (bambou, olivier), le verre, mais aussi la terre cuite (faïence) céramique, la porcelaine et des matières plus précieuses telles que l'argent, l'or ou le cristal.

Différents types de saladiers.
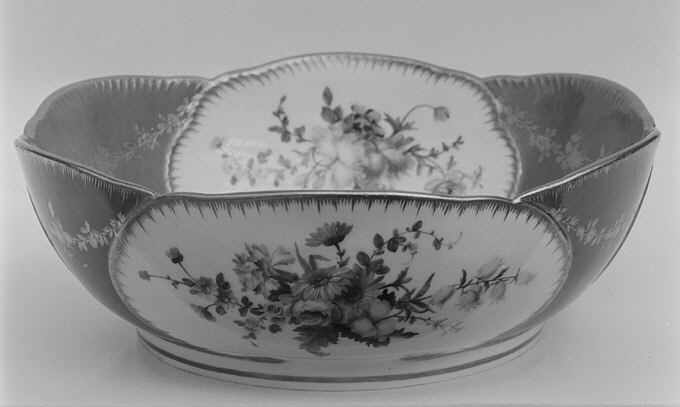
Saladier en porcelaine de Sèvres (1772).
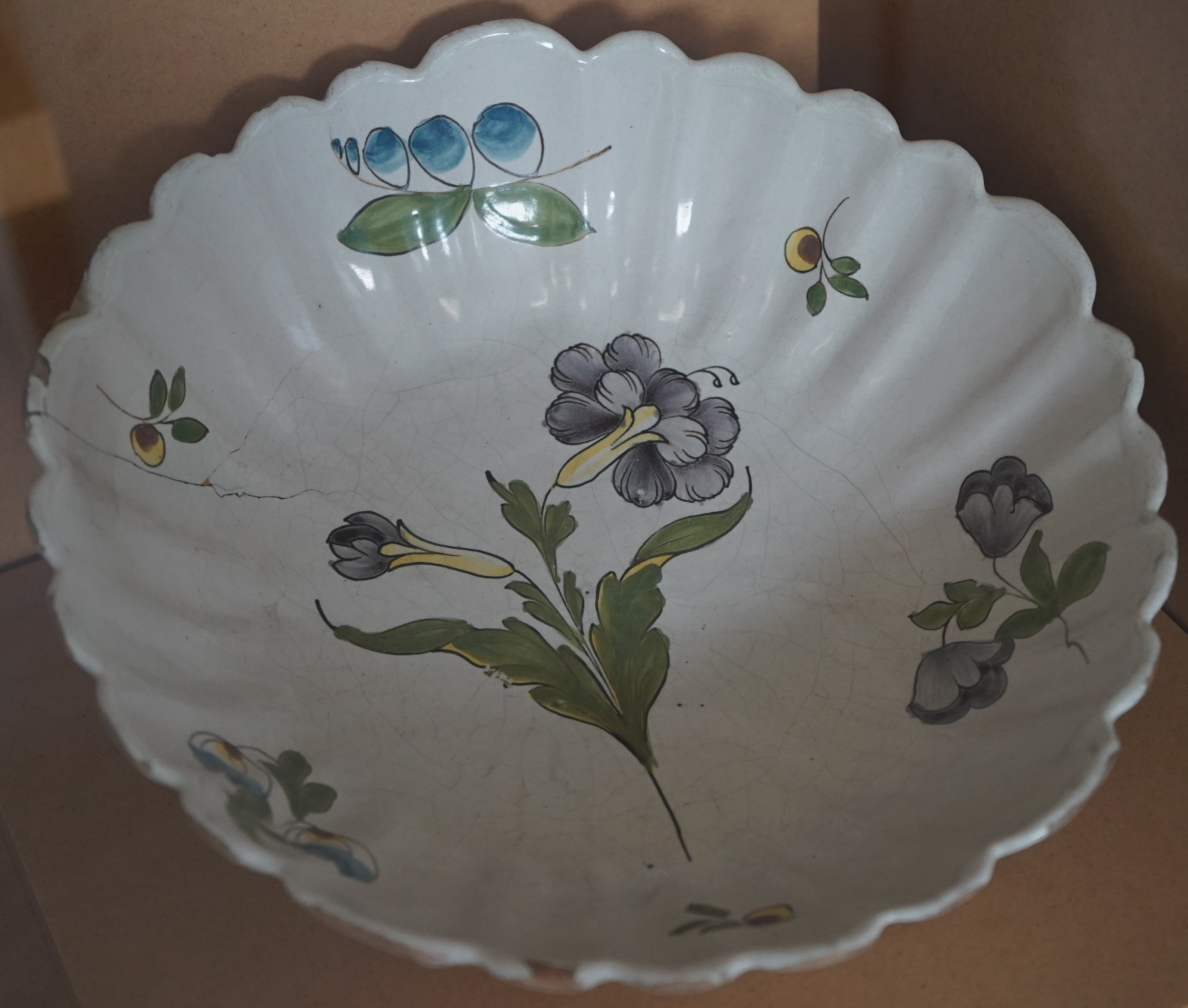
Saladier en porcelaine de Franche-Comté.
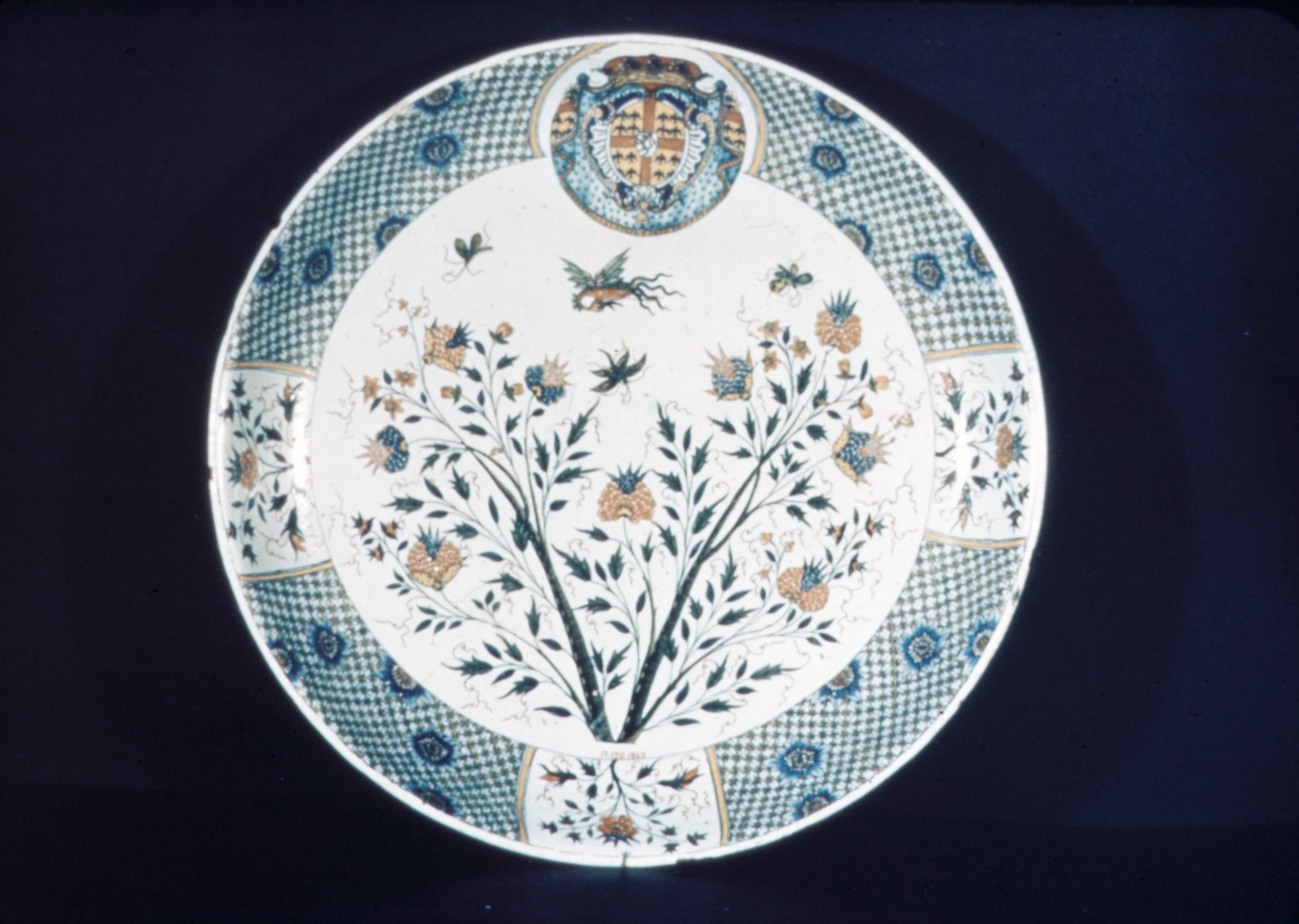
Saladier en céramique de Rouen.
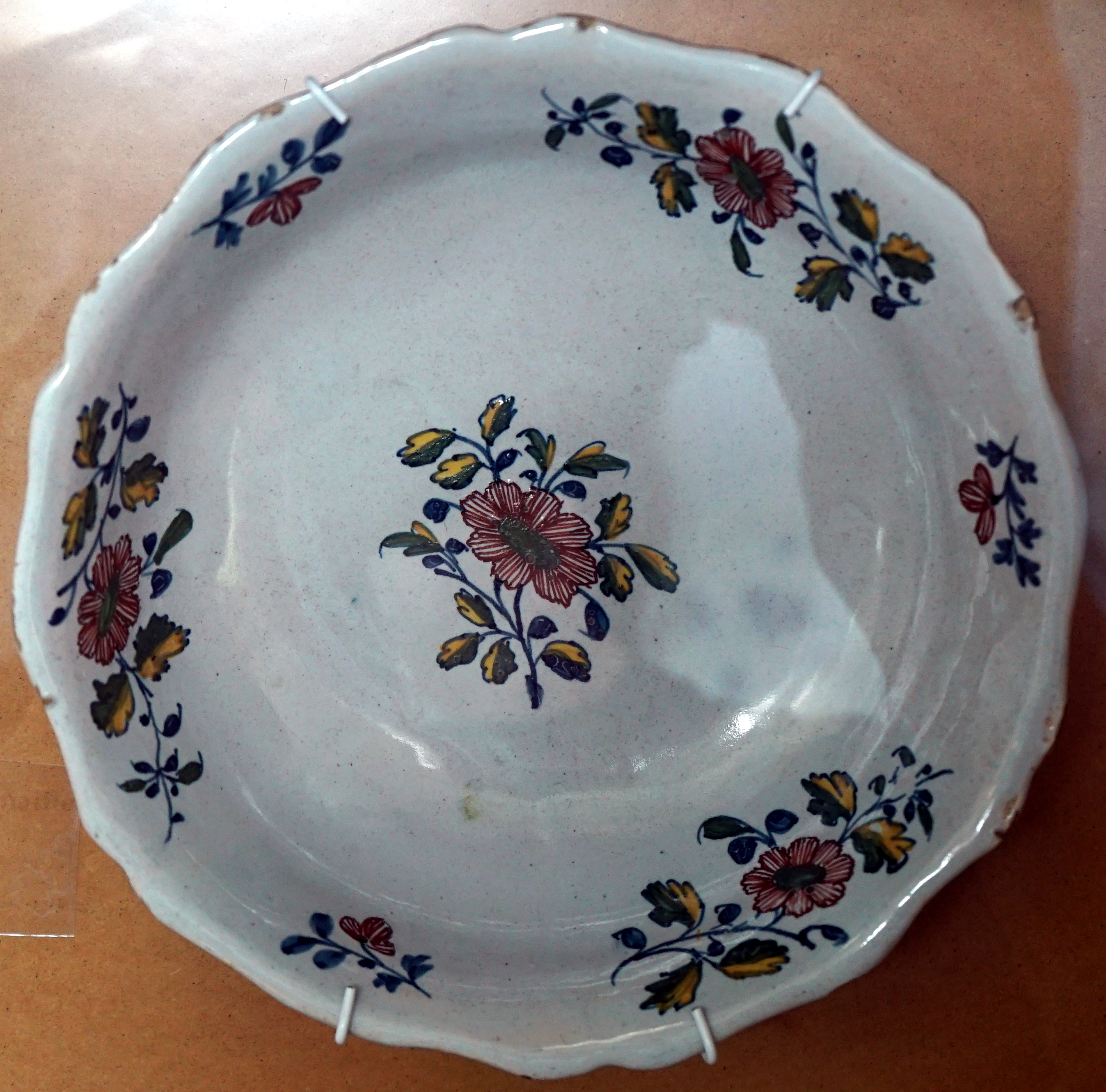
Saladier en porcelaine de Nevers.
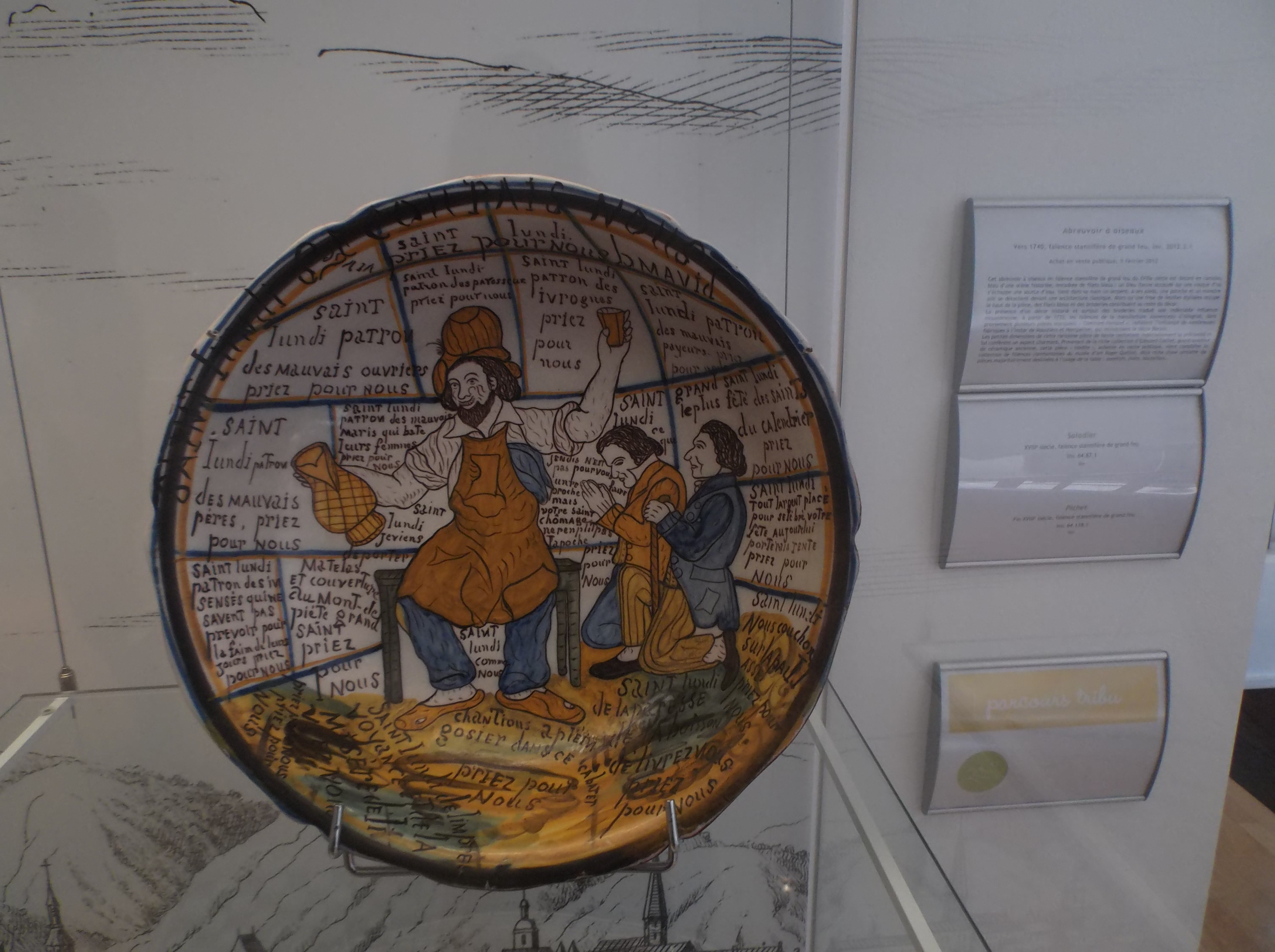
Saladier en faïence du XVIIIe siècle.
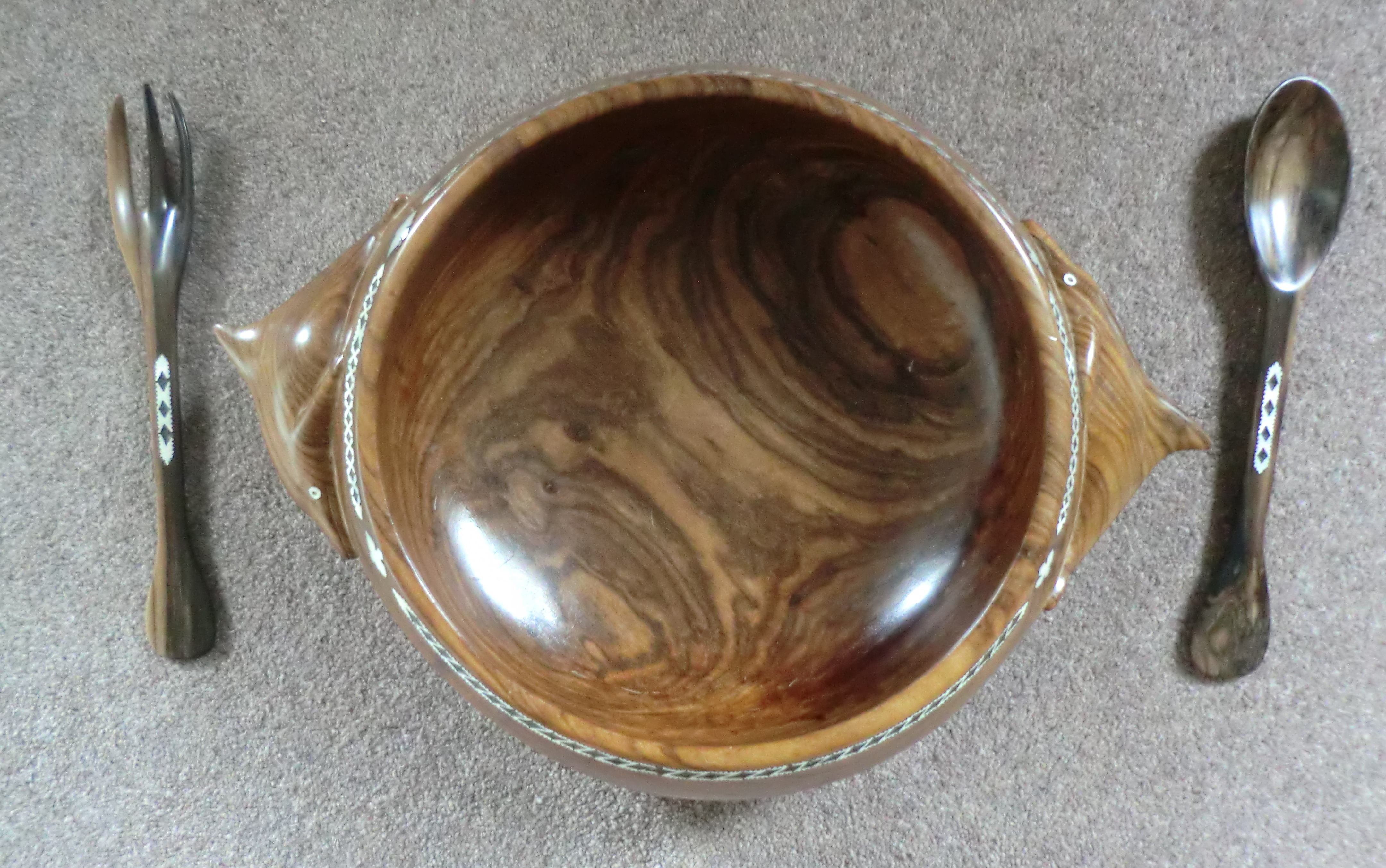
Saladier en bois des Îles Salomon.
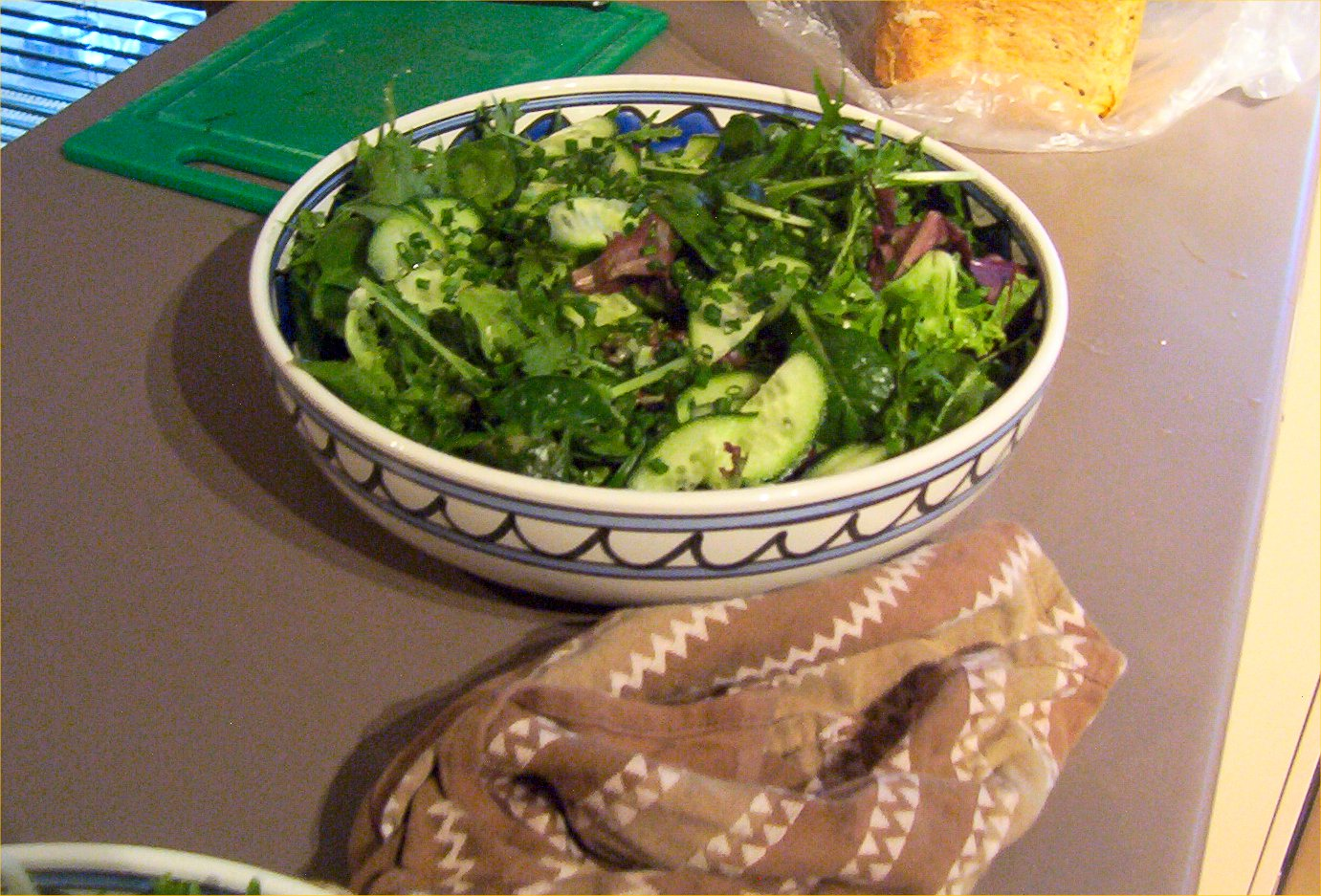
Salade dans son saladier.